# 李顺 (北魏)
李順 （？—442年），字德正，趙郡平棘縣人。北魏官員，出自趙郡李氏東祖，官至安西將軍、散騎常侍、四部尚書。李順曾多次出使北涼，並且一度受太武帝寵信，但因為多次收受賄賂而作出不實行為，太武帝在崔浩推波助瀾下將李順處死。

## 生平

### 謀功居右
李順博覽經史典籍，而且有才智和策略，在當時很有名。魏明元帝神瑞年間李順任中書博士，後轉中書侍郎。始光二年（425年）李順隨魏太武帝北征柔然，大敗柔然，就因為期間參與籌劃戰略的功勳而官拜後軍將軍，加奮威將軍，賜爵平棘縣子。始光三年（426年），太武帝西征夏國，事前曾向崔浩稱許李順於隨軍進攻柔然時的表現，並打算命李順總攝進攻夏國的先鋒部隊。崔浩家族雖然李順聯姻，但崔浩卻一直看輕李順，李順也不服氣，二人遂失嫌隙，崔浩此時就說李順不可專委，致使李順失去這次領兵的機會。不過，這次出兵直攻夏都統萬城，強遷萬多戶人回去，李順謀劃的軍功居首，遂獲拜左軍將軍。始光四年（427年），太武帝再攻夏，這次李順就獲授前將軍並領兵，他更加在夏帝赫連昌出戰迎擊時統領所部軍隊擊敗赫連昌左軍。此戰北魏攻佔了統萬城，太武帝本將城內珍寶及其他物資賞賜給李順等諸將，但李順卻辭讓，最終只拿走了數千卷書籍。班師回平城後，太武帝論功行賞，任命李順為給事黃門侍郎，又賜了十五戶奴婢及一千匹帛布給他。李順又參與了神䴥三年（430年）滅夏的戰役，遂改任散騎常侍，加征虜將軍，進爵為平棘縣侯。後又改任四部尚書，很得太武帝寵任。

### 出使涼州
及後北涼沮渠蒙遜遣使稱藩，太武帝在挑選使節時崔浩舉了李順擔任，太武帝遂在神䴥四年（431年）以李順兼太常，讓他到北涼授予沮渠蒙遜「假節，侍中，都督涼州西域羌戎諸軍事，太傅，行征西大將軍，涼州牧，涼王」的北魏官爵。李順返魏後改任使持節、都督秦雍梁益四州諸軍事、寧西將軍、開府、長安鎮都大將，並進爵高平公。不久又受召入朝復任四部尚書，加散騎常侍。

### 料算河西
延和元年（432年），李順再出使北涼，到後蒙遜派了中兵校郎楊定歸向李順說蒙遜年紀老邁，舊患復發，腰和腳都動不了，無法下拜使節，請待三五日後身體好轉後才和李順見面。但李順即就表示蒙遜雖然年老但仍當行臣禮，不得不見魏使。第二人李順去見蒙遜，見蒙遜箕腿而坐，也根本沒有起來下拜的意圖，李順就板起面說：「想不到這老人無禮到這地步！今天面臨覆亡仍不顧，還敢欺侮天地。魂魄都沒有了，還見來做甚麼。」然後就握節要走。蒙遜立即命楊定歸阻住李順，並辯稱李順既知他年老，且據說魏廷有不拜之詔，所以才敢不拜。李順卻以昔日稱霸的齊桓公獲周王賜祭肉時雖也得到不需下拜的詔命，但仍堅持臣節下拜接受賞賜的故事，斥責蒙遜還未有那時齊桓公的功勳就敢不拜，更恐嚇這樣可能會招來北魏向北涼發動滅國戰爭。蒙遜聞言就屈服下拜，但拜後又提出「恃德者昌，恃力者亡」，表示北魏近年屢有征伐，國土開擴了不少，應該以德治民，建立治世，一味征伐終會吃敗仗。李順就表示自從太武帝登位後就一直想著平定四方，於是一直對外用兵，滅夏國，破柔然，稱美魏兵是消滅暴虐，存恤百姓，致令名聲和威望遠播四海，更言「自本以來，用兵之美，未有今日之盛」魏軍鎮服荒民如同天兵到來彰顯有德者及懲罰犯惡者，根本不是恃力而為。又指聖明君王用兵一方自有另一方者怨恨，作為天子者也是無可奈何。蒙遜就乘機表達對北魏威嚇的不滿：「如果你的話是真的，那麼涼州人民都會盼望魏軍遠道而來，為甚麼還要不分晝夜遣使警告呢？你所說的怕是虛言吧。」李順就答：「三苗人民背叛帝舜而親近暴君；有扈氏反對啓而順逆主。自古以來都是在近處加以威懾，對兇人威勢予以牽制，不獨是針對涼州人呀。」李順回國後，太武帝問及他與蒙遜的對話以及北涼國內朝政得失，李順答：「蒙遜已經控制河西地區達三十年，遇過了不少艱難，但他頗識應變，又安撫招集荒遠地區，即使偏遠人民都畏懼和順服他，故此他雖然不能為子孫作籌謀，也能保住其國至壽終。上一年他上表答應十月時送曇無讖來，但當臣去迎接時他就食言了。這就最能看到他不忠不信的行為。禮就像身體的車輿，敬就是行動的根本。沒有人無禮不敬而能夠長久享有福祿。就臣的看法，蒙遜活不過一年了。」太武帝即問蒙遜死而其子繼襲後之事，李順再說：「臣約略觀察過蒙遜諸子，發現都不是能保守一隅的才俊。但也聽聞過敦煌太守沮渠牧犍，略有才器稟性，肯定是他繼承蒙遜的了，但牧犍的能力比起他父親還很遠，這是上天將北涼送給聖明（即太武帝）。」太武帝就表示正想將軍事重心放在東方的北燕，若李順所言屬實那等三五年才滅涼也不遲。延和二年（433年），沮渠蒙遜去世，沮渠牧犍繼位，正如李順預料那樣，太武帝見此就更有信心可以在不久滅涼，並賜了李順一千匹絹布、一乘廐馬，並進號安西將軍。

### 受賄禍身
李順先後出使涼州達十二次，太武帝一直都稱許其才能。而太武帝在李順成功預測蒙遜去世及牧犍繼位的形勢後也更寵信他，政事事無巨細都會有他的參與，這令崔浩很不滿。而崔浩接到情報說蒙遜在涼州曾多次與李順遊宴，並在期間說過很多悖逆傲慢的話。蒙遜為免李順將這些事都報告給太武帝知道就用金銀財寶賄賂李順，而李順也因而為蒙遜隱瞞此事。崔浩就將事情密報給太武帝，但太武帝不信。太延三年（437年），太武帝剛在上一年滅了北燕，就和剛剛出使涼州回來的李順商討滅北涼的事，並打算在這一年就出兵滅涼。李順則說人民已因多次征戰而很勞累，勸太武帝另擇他年。太武帝雖然聽從，但在兩年後的太延五年（439年）又再議論出兵北涼，當時奚斤等三十多名官員上表反對，其中爭議點是涼洲缺乏水草資源這一說法，這一點李順以自己多次出使北涼的經驗作擔保，說只有姑臧城南天梯山有積雪在春夏間融化期間會成為能供給灌溉的河流，其餘地方都只有枯石，而北涼只要在魏軍來時破壞水道就會令河道乾涸，魏軍就會缺乏水源及餵馬的草，由此力陳不宜出兵。主戰的崔浩以《漢書》對涼州的記載及漢人不會在缺乏水源的地方建城，進而質疑李順的說法，更直指李順收了人家的錢財才說謊。最終太武帝還是聽從崔浩而出兵，到北涼都城姑臧城外時發現當地水草資源極其豐富，在與皇太子拓跋晃的書信更估計那裹的水草資源可供軍隊吃上數年，由而記恨李順說謊。
太武帝滅北涼後，又探聽到之前沮渠蒙遜沒有應命將曇無讖送到平城並擅自將之殺害一事，其實李順是收了蒙遜的賄賂而任由他殺了曇無讖，這樣太武帝就更嫌忌李順了。及後太武帝命李順評定北涼群臣以賞賜爵位，李順又被涼州人徐桀揭發他收受賄款，所作出的評價並不公允。崔浩見此就在太武帝面前抨擊他不忠，太武帝遂大怒，於太平真君三年（442年）將李順在平城城西處死。

### 身後之事
太平真君十一年（450年），崔浩因國史之獄被誅殺，又向當時信任的李順堂弟李孝伯說：「你的堂兄昔日雖然誤國，但朕本意也不是想令他到那個地步的。由於崔浩進言毀損才令我朕愈來愈忿怒。殺你堂兄的是崔浩啊。」後來，李順的兒子李敷等人得魏文成帝及魏獻文帝寵信，家族貴盛，李順亦因而獲獻文帝追贈侍中、鎮西大將軍、太尉公、高平王，並賜諡號宣。然而李敷兄弟卻在皇興四年（471年）冬季因遭李訢告發其家族成員隱匿犯下的二十多項罪行而被獻文帝誅殺，李順亦被削為庶人。

## 家庭

### 父
- 李系，後燕散騎侍郎、東武城令，以治理有能聞名。入魏後任平棘令，因年老而在家去世，獲贈寧朔將軍、趙郡太守、追封平棘男爵位。

### 妻
- 邢氏，李順獲追諡為高平宣王時也獲諡為孝妃。

### 兄弟
- 李脩基，李順弟，陳留太守。有子河間太守李洪鸞父秀才李羨策及高平太守李探幽[7]。
- 李惲，李脩基弟，字善祖，小家藥囊，有高名，官至中書侍郎。征涼州時戰死。

### 子女
- 李敷，長子，見寵於文成、獻文兩帝，參與朝政大事，官至散騎常侍、南部尚書、中書監、領內外秘書。並獲准襲父爵高平公。皇興四年被殺。
- 李式，李敷弟，官至散騎常侍、平東將軍、西兗州刺史，封濮陽侯。皇興四年與兄同被殺。
- 李弈，李式弟，得文明太后寵信，官至散騎常侍、宿衞監、都官尚書、封安平侯。皇興四年與兄同被殺。
- 李冏，李弈異母弟，諸兄被殺時成功逃亡，後在孝文帝在位時回朝仕官，官至光祿大夫、守度支尚書，曾建議孝文帝自洛陽遷都長安。
- 李氏，嫁崔浩侄子。
- 李氏，嫁廣平人宋叔珍。

### 孫
- 李伯和，李敷長子，李敷事發後逃亡了一年多還是被人抓住，處死。
- 李仲良，李敷次子，皇興四年與父同被殺。
- 李憲，李式子，襲父爵濮陽伯，官至征東將軍、揚州刺史、淮南大都督。孝昌二年（526年）因被梁朝軍隊攻克壽陽而被俘，北還後卻被收赴廷尉，並在次年因女婿元鑒於鄴城起兵而被胡太后下令處死。
- 李慶業，李弈子，館陶令[7]
- 李祐，李冏子，字長禧，和睦兄弟，歷任給事中、尚書祠部郎、相州撫軍府長史、司空從事中郎、博陵太守，为官以清干著称。
- 李太，李祐弟，涉历书传，官至太尉行軍員外郎。